# Жданов Володимир Сергійович
Володи́мир Сергі́йович Жда́нов (нар. 12 травня 1999) — український військовослужбовець, підполковник Національної гвардії України, учасник російсько-української війни, що відзначився у ході російського вторгнення в Україну. Герой України (2025).

## Життєпис
Народився 12 травня 1999 року в с. Ольгопіль Гайсинського району на Вінничині. Батько Володимира — офіцер ЗСУ. Навчався в Ольгопільській середній школі. 
Після 9 класу вступив до Київського військового ліцею імені Івана Богуна, який закінчив 2016 року. Вищу освіту здобув у Військовій академії в м. Одеса, яку закінчив 2020-го.
Перші бойові завдання виконував під час Операції об'єднаних сил на сході України, де командував аеромобільно-десантним взводом.
З початком російського вторгнення в Україну воював у Щасті, Рубіжному та Сєвєродонецьку. У боях за останнє місто дістав поранення ноги, але після відновлення повернувся до строю. 
2023 року переведений до 1-ї Президентської бригади оперативного призначення «Буревій» Національної гвардії України, у лавах якої брав участь у боях на Куп'янському напрямку, а пізніше очолив 1-й батальйон оперативного призначення «Форпост». Окрім прямих обов’язків з планування бойових дій і керування батальйоном неодноразово особисто вступав у бій з кулеметом і гранатометом, очолював штурмові групи, разом зі своїми бійцями проводив штурмові дії в Серебрянському лісі, особисто знищив п’ятьох окупантів та під вогнем прикрив відхід побратимів, зірвавши наступ ворога. 
28 вересня 2024 року поблизу Стельмахівки знищив іще десятьох загарбників, забезпечив евакуацію поранених і до останнього утримував позицію, внаслідок танкового обстрілу дістав тяжке поранення і втратив ліву руку.
12 травня 2025 року Президент України Володимир Зеленський вручив підполковнику Володимиру Жданову орден «Золота Зірка» .

## Нагороди
- Звання Герой України з врученням ордена «Золота Зірка» (26 лютого 2025) — за особисту мужність і героїзм, виявлені у захисті державного суверенітету та територіальної цілісності України, самовіддане служіння Українському народові[5];
- орден Богдана Хмельницького III ступеня (11 травня 2022) — за оособисту мужність і самовіддані дії, виявлені у захисті державного суверенітету та територіальної цілісності України, вірність військовій присязі[6].